# Askar Akayev
Askar Akayevich Akayev (10 de novembro de 1944, na aldeia de Kyzyl-Bairak no Quirguistão) é um político quirguiz que serviu como presidente do Quirguistão de 1990 até ser derrubado pela Revolução das Tulipas em 2005.

## Início de carreira e educação
Akayev nasceu em Kyzyl-Bayrak, na RSS Quirguiz. Ele era o mais velho de cinco filhos nascidos em uma família de trabalhadores rurais coletivos. Tornou-se metalúrgico em uma fábrica local em 1961. Posteriormente mudou-se para Leningrado, onde treinou como físico e graduou-se no Instituto de Mecânica de Precisão e Óptica de Leningrado em 1967 com um diploma de honra em matemática, engenharia e ciência da computação. Permaneceu no instituto até 1976, trabalhando como pesquisador sênior e professor. Em Leningrado ele conheceu e em 1970 casou-se com Mayram Akayeva, com quem agora tem dois filhos e duas filhas. Eles retornaram ao Quirguistão nativo em 1977, onde ele se tornou professor sênior no Instituto Politécnico Frunze. Alguns de seus últimos membros do gabinete eram ex-alunos e amigos de seus anos acadêmicos.
Obteve um doutorado em 1981 pelo Instituto de Engenharia e Física de Moscou, tendo escrito sua dissertação sobre sistemas holográficos de armazenamento e transformação de informações. Em 1984, tornou-se membro da Academia de Ciências de Kirghiz, subiu para vice-presidente da Academia em 1987 e então presidente da Academia em 1989. Ele foi eleito deputado no Supremo Soviético da URSS no mesmo ano.

## Carreira política
Em 25 de outubro de 1990, o Supremo Soviético Quirguiz realizou eleições para o recém-criado cargo de presidente da república. Dois candidatos disputaram a presidência, presidente do Conselho de Ministros, Apas Jumagulov, e Primeiro Secretário do Partido Comunista do RSS Quirguiz, Absamat Masaliyev. No entanto, nem Jumagulov nem Masaliyev receberam a maioria dos votos. De acordo com a constituição da RSS Quirguiz de 1978, ambos os candidatos foram desqualificados e nenhum deles pôde concorrer no segundo turno de votação.
Dois dias depois, em 27 de outubro, o Supremo Soviético selecionou Akayev, que foi efetivamente um candidato a um compromisso para servir como o primeiro presidente da República. Em 1991, foi oferecido ao cargo de vice-presidente da União Soviética pelo presidente Mikhail Gorbachev, mas recusou. Akayev foi eleito presidente da república renomeada do Quirguistão em uma votação incontestável em 12 de outubro de 1991. Ele foi reeleito duas vezes, em meio a alegações de fraude eleitoral, em 24 de dezembro de 1995 e 29 de outubro de 2000.
Akayev foi inicialmente visto como um líder liberal economicamente de direita. Ele comentou em uma entrevista de 1991 que "Embora eu seja comunista, minha atitude básica em relação à propriedade privada é favorável. Acredito que a revolução na esfera da economia não foi feita por Karl Marx, mas por Adam Smith." No final de 1993, analistas políticos viram Akayev como um "físico pró-democrático". Ele promoveu ativamente a privatização de terras e outros ativos econômicos e operou um regime relativamente liberal em comparação com os governos das outras nações da Ásia Central. Ele recebeu imunidade vitalícia da acusação pela Câmara Baixa do Parlamento em 2003.

## Revolução das Tulipas
Artigo principal: Revolução das Tulipas
Em 24 de março de 2005, manifestantes invadiram o complexo presidencial na praça central de Bisqueque e tomaram o controle da sede do poder estatal após confrontos com a polícia de choque durante um grande comício de oposição. Os partidários da oposição também tomaram o controle das principais cidades e cidades do sul para pressionar as exigências de que Akayev renunifique.
Naquele dia, Akayev fugiu do país com sua família, supostamente fugindo primeiro para o Cazaquistão e depois para a Rússia. O presidente russo Vladimir Putin convidou Akayev para ficar na Rússia. Houve relatos iniciais de que ele havia apresentado sua renúncia aos líderes da oposição antes de sua partida. No entanto, sua renúncia formal só veio em 4 de abril, quando uma delegação de parlamentares do Quirguistão se encontrou com ele na Rússia.
O Parlamento quirguiz aceitou a renúncia em 11 de abril de 2005, depois de destituí-lo e seus familiares de privilégios especiais que haviam sido concedidos a ele pelo parlamento anterior. Ele também foi formalmente destituído do título de "Primeiro Presidente do Quirguistão".

## Publicações
- Holographic Memory. New York, NY: Allerton Press, 1997.
- Log-Periodic Oscillation Analysis Forecasts the Burst of the “Gold Bubble” in April – June 2011 // Structure and Dynamics 4/3 (2010): 1-11.
- Technological development and protest waves: Arab spring as a trigger of the global phase transition // Technological Forecasting & Social Change 116 (2017): 316–321.